# Arch Hurd
Arch Hurd是一基于Arch Linux的操作系统，其内核是GNU Hurd而非Linux内核。
Arch Hurd计划是2010年1月在Arch Linux的论坛帖子中创建的。 ，并且在几周之后凭借许多贡献得以成功的在虚拟机中启动。 它的目标是在Hurd上提供一个类似于Arch Linux的稳定到足够使用的用户界面（BSD风格的init脚本，为i686架构优化的软件包，使用Pacman作为包管理器，滚动更新，符合KISS原则）。
尽管开发团队规模很小， 但项目从创建起已经有了很大进展，例如在真实硬件上启动，为一个基础的网络服务器打包了所有需要的东西，和制作一个非官方的有图形界面的LiveCD。
在2011年6月，Arch Hurd宣布了与Device Driver Environment (DDE) 的成功集成 — 这是Linux驱动在Hurd上的框架，改进了在这个发行版中对网络硬件的支持

## 引用
1. ↑  , Arch Linux Forums, 2010-01-04  [2011-01-18], （原始内容存档于2017-11-13）
2. ↑  , GNU, 2010-01-31  [2011-12-08], （原始内容存档于2020-02-20）
3. ↑  , Arch Hurd,   [2011-01-18], （原始内容存档于2011-01-08）
4. ↑  , Arch Hurd,   [2011-12-08], （原始内容存档于2013-02-21）
5. ↑  , GNU, 2010-04-30  [2011-12-08], （原始内容存档于2020-09-25）
6. ↑  , GNU, 2010-09-31  [2011-12-08], （原始内容存档于2020-09-20）
7. ↑  , Arch Hurd, 2010-12-07  [2011-12-08], （原始内容存档于2012-03-14）
8. ↑  , GNU, 2010-12-31  [2011-12-08], （原始内容存档于2020-01-14）
9. ↑  Vervloesem, Koen, , , LWN.net, 2010-07-07  [2011-12-08], （原始内容存档于2020-11-09）
10. ↑  Gilles, Stephen, , Arch Hurd, 2011-06-29  [2011-12-08], （原始内容存档于2012-02-23）